# Línea 9 (Metro de Barcelona)
La línea 9 del Metro de Barcelona es una línea automática de ferrocarril metropolitano subterráneo operado por TMB, que actualmente está sin terminar, teniendo 24 estaciones en funcionamiento: 9 en el tramo Norte, de 11,1 km en un ramal en Santa Coloma de Gramenet y el norte de Barcelona; y 15 en el tramo Sur, que recorre los distritos meridionales de la Ciudad Condal, además de Hospitalet de Llobregat y El Prat de Llobregat. La parte central del recorrido es compartida con la línea 10. En total tendrá 47,8 km y 52 estaciones, 20 de las cuales enlazarán con otros medios de transporte como Rodalies de Catalunya, FGC o Tram. En algunos puntos llegará a los 90 metros de profundidad para evitar el resto de líneas y salvar la compleja geología de la llanura de Barcelona, siendo una de las líneas de ferrocarril más profundas y largas del sur de Europa.
Actualmente se encuentra en servicio de forma parcial, dividiendo su recorrido en dos tramos pendientes de unificación, los cuales han sido nombrados bajo los nombres provisionales de línea 9 Norte (línia 9 Nord) y línea 9 Sur (línia 9 Sud).
Las líneas L9 y L10 tienen como fin conectar Barcelona con cinco municipios de su área metropolitana: Santa Coloma de Gramanet, Badalona, Hospitalet de Llobregat y El Prat de Llobregat, así como enlazar la ciudad con puntos estratégicos de la ciudad como el Aeropuerto de Barcelona, la Zona Franca, la Feria, la ampliación del Puerto, la Ciudad de la Justicia, el parque Güell o el Camp Nou, entre otros.
El 13 de diciembre de 2009 se puso en funcionamiento el primer servicio entre Can Zam y Can Peixauet y el día 18 de abril de 2010, junto a inauguración de la línea 10, se puso en marcha la ampliación de esta a Bon Pastor. Posteriormente se amplió con dos estaciones más hasta la Sagrera. El 12 de febrero de 2016 se puso en servicio el ramal del aeropuerto hasta Zona Universitaria

## Características generales

Plano esquemático de las líneas 9, 10 y el tramo de la 2 dentro de este proyecto.

Las líneas L9 y L10 tienen una longitud en servicio de 11,1 kilómetros con 12 estaciones y 18 trenes en hora punta. En el año 2010 se realizaron un total de 4,7 millones de viajes, y fue de las últimas líneas por volumen de viajes junto con la Línea 11. Una vez finalizada la construcción tendrá un total de 52 estaciones, 20 de las cuales enlazarán con algún otro medio de transporte, y 47,8 kilómetros de longitud.
El trazado de la línea 9, en su tronco central, describe un arco que cruza los barrios de Barcelona más alejados del mar, permitiendo así una conexión hasta ahora inexistente entre ellos, y permitiendo a la vez ir conectando con todas las líneas de metro y tren de la ciudad, que hasta ahora tenían un esquema radial, permitiendo mallar la red de transporte, y evitar desplazamientos innecesarios hasta el centro de la ciudad.

### Material rodante
Los trenes que circulan en la línea 9 son los mismos que los de la línea 2, trenes de la serie 9000 de Alstom. Los trenes utilizan el sistema ATC-S de conducción automática que permite la circulación de los ferrocarriles sin conductor.
Aunque no necesitan conductores, por las estaciones hay Técnicos de Operación de Líneas Automáticas (TOLA) que tienen dos funciones: atender a los usuarios en caso de que necesiten ayuda y recuperar la conducción de los trenes en caso de fallo.

### Construcción

Sección del túnel y sección de las estaciones y zona de andenes.

La construcción se hace con tuneladora, salvo algún tramo en pantalla y los viaductos. El túnel se construye con tuneladoras que utilizan el medio del escudo EPB (Earth Pressure Balance) y a medida que se avanza en la perforación se hace una dovela, la cual hace un túnel de 11,70 metros de diámetro, que permite la construcción de las estaciones y las instalaciones auxiliares dentro del mismo túnel. El trazado será soterrado en la mayor parte (43,71 km) y cada vía y andén pasará por un mismo túnel pero a niveles diferentes, una sobre la otra.
La mayoría de estaciones se encuentran entre 25 y 50 metros de profundidad para evitar problemas de afección a la superficie. Las estaciones que se encuentran en las partes profundas del túnel han sido construidas mediante pozos circulares, a excepción de la Salut que es rectangular.
Constructivamente el trazado está formado por cuatro tramos y cruzará horizontalmente la ciudad de Barcelona. Los extremos del tramo central (tramo III) se divide en dos ramales: el del oeste estará formado por el tramo I que finalizará en la Zona Franca y el tramo II que pasa por Hospitalet, el Prat, y finaliza en el aeropuerto del Prat. Al este se encuentra la bifurcación del Besòs, donde el tramo IV tiene dos ramales, uno hacia Can Zam (Santa Coloma de Gramenet) y otro hasta Gorg (Badalona).
- Tramo I: Aeroport T1 - Parc Logístic (L9)
- Tramo II: Parc Logístic/Zona Franca Zal - Zona Universitaria (L9 y L10)
- Tramo III: Zona Universitaria - la Sagrera (L9 y L10)
- Tramo IV: La Sagrera - Can Zam/Gorg (L9 y L10)

#### Estado de las obras[10]
| Tramo                                 | Líneas   | Túnel                       | Viaducto    | Vía                                               | Inauguración                         |
| ------------------------------------- | -------- | --------------------------- | ----------- | ------------------------------------------------- | ------------------------------------ |
| Aeropuerto T1 - El Prat Estación      | L9       | Finalizado                  |             | Finalizada                                        | 12-2-2016                            |
| El Prat Estación - Fira               | L9       | Finalizado                  |             | Finalizada                                        | 12-2-2016                            |
| Fira - Europa Fira                    | L9       | Finalizado                  |             | Finalizada                                        | 12-2-2016                            |
| Camp nou                              | L1y      | No iniciado                 |             | No iniciada                                       | Sin previsión                        |
| Pratenc - ZAL Riu Vell                | L10      |                             | No iniciado | No iniciada                                       | Sin previsión                        |
| Talleres de la Zona Franca            | L9 y L10 |                             | Finalizado  | Finalizada                                        | 12-2-2016                            |
| ZAL Riu Vell - Zona Franca            | L10      |                             | Finalizado  | Finalizada                                        | 7-11-2021                            |
| Zona Franca - Aguja inicio túnel      | L10      |                             | Finalizado  | Finalizada                                        | 1-2-2020                             |
| Aguja inicio túnel - Can Tries Gornal | L10      | Finalizado                  |             | Finalizada                                        | 8-9-2018                             |
| Can Tries Gornal - Collblanc          | L9 y L10 | Finalizado                  |             | Finalizada                                        | 12-2-2016 para L9, 8-9-2018 para L10 |
| Collblanc - Zona Universitaria        | L9 y L10 | Finalizado                  |             | Vía inferior finalizada, vía superior no iniciada | 12-2-2016 para L9                    |
| Zona Universitaria - Campus Norte     | L9 y L10 | Finalizado                  |             | No iniciada                                       | Sin previsión final                  |
| Campus Norte - Manuel Girona          | L9 y L10 | Losa intermedia no iniciada |             | No iniciada                                       | Sin previsión final                  |
| Manuel Girona - Mandri                | L9 y L10 | No iniciado                 |             | No iniciada                                       | Sin previsión final                  |
| Mandri - Lesseps                      | L9 y L10 | No iniciado                 |             | No iniciada                                       | Sin previsión final                  |
| Lesseps - Guinardó                    | L9 y L10 | Losa intermedia no iniciada |             | No iniciada                                       | Sin previsión final                  |
| Guinardó - Macropou                   | L9 y L10 | Finalizado                  |             | No iniciada                                       | Sin previsión final                  |
| La Sagrera - Macropou                 | L4       | Finalizado                  |             | Finalizada                                        | 26-6-2010 para L9 y L10              |
| Macropou - Triángulo ferroviario      | L4       | Finalizado                  |             | Finalizada                                        | 26-6-2010 para L9 y L10              |
| Macropou - Bon Pastor                 | L9 y L10 | Finalizado                  |             | Finalizada                                        | 26-6-2010                            |
| Bon Pastor - Can Peixauet             | L9       | Finalizado                  |             | Finalizada                                        | 18-4-2010                            |
| Can Peixauet - Can Zam                | L9       | Finalizado                  |             | Finalizada                                        | 13-12-2009                           |
| Talleres de Can Zam                   | L9 y L10 | Finalizado                  |             | Finalizada                                        | 13-12-2009                           |
| Bon Pastor - Gorg                     | L10      | Finalizado                  |             | Finalizada                                        | 18-4-2010                            |

### Estaciones
Las estaciones se encuentran en pozos de 25 metros de diámetro por los que circulan ascensores que permiten el acceso y la salida de los pasajeros, adaptadas a personas con movilidad reducida. El método permite situar las estaciones en espacios muy urbanizados, hacer las obras con independencia del túnel y avanzar en zonas donde la galería no está aún construida.
Aunque en el proyecto inicial de la L9 ya se definía el nombre de las estaciones, durante el periodo de construcción algunas estaciones han cambiado de nombre y también se ha añadido la estación de Zona Franca-Zal (también llamada Polígono Pratenc en el proyecto constructivo). Un ejemplo es la estación Campus Sud que al principio se iba a llamar «Avenida de Chile» (nombre por la que ya era conocida por el TRAM, pero que a raíz de una campaña creada por un programa deportivo de televisión finalmente se accedió a que fuese llamada Camp Nou.
El diseño de una cuarentena de estaciones periféricas se adjudicó es a 14 diseñadores de renombre para dotar las estaciones «de personalidad y carácter propios». Algunos de los profesionales que han trabajado en el diseño de las estaciones son: Jordi Garcés, Sánchez-Piulachs, Alfons Soldevila, Toyo Ito y Oriol Bohigas, entre otros.
| Estación               | Metro | Otros           |
| ---------------------- | ----- | --------------- |
| Tramo Norte (L9 Norte) |       |                 |
| La Sagrera-Bon Pastor  |       |                 |
| La Sagrera             | obras |                 |
| Sagrera-TAV            | obras | obras · Autobús |
| Fondo                  |       |                 |
| Tramo Sur (L9 Sur)     |       |                 |
| Aeroport T2            |       |                 |
| El Prat Estació        |       |                 |
| Europa - Fira          |       |                 |
| Can Tries-Gornal       |       |                 |
| Torrassa               |       |                 |
| Collblanc              |       |                 |
| Zona Universitària     |       |                 |

### Conducción automática

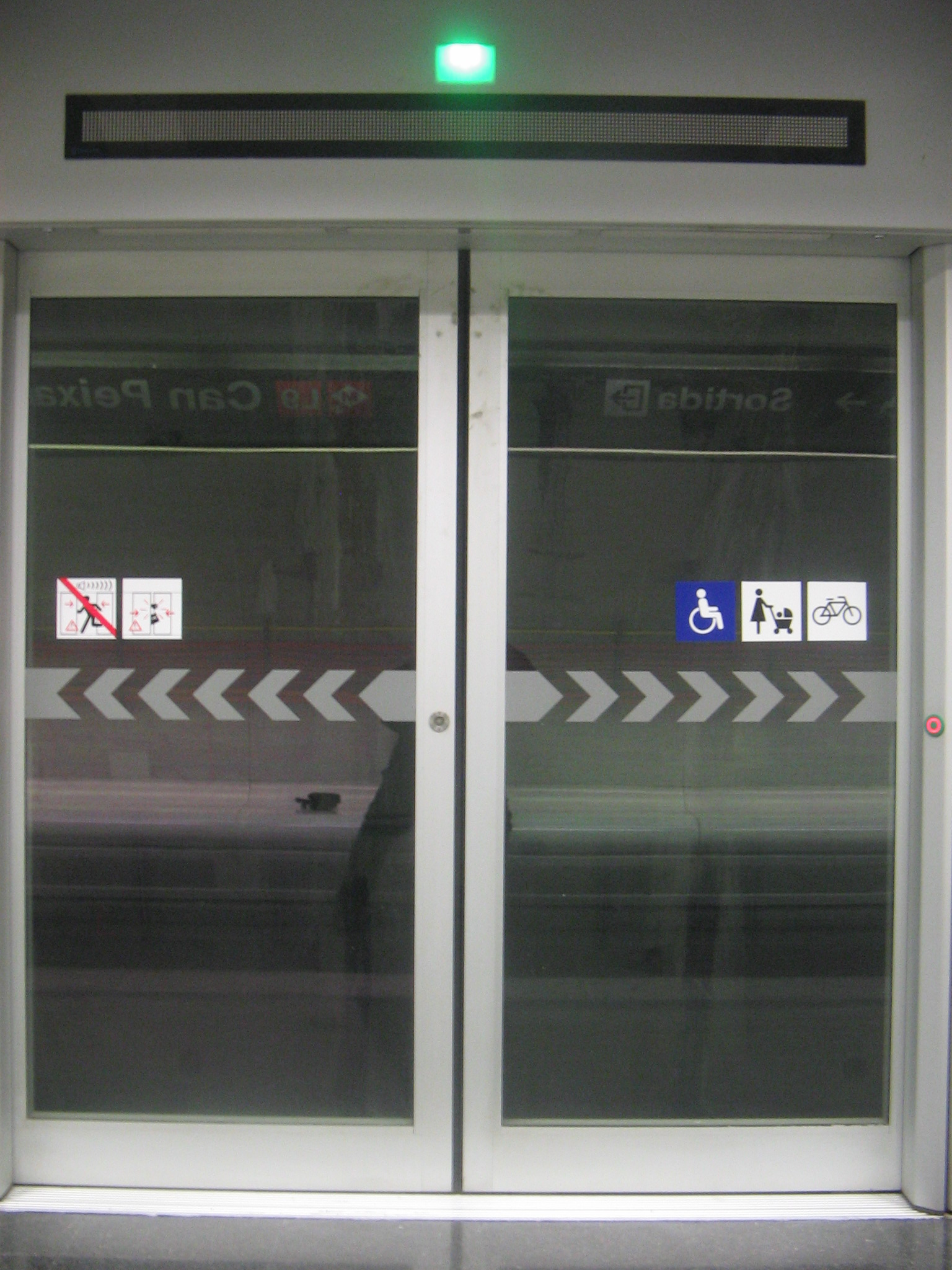
Detalle de les puertas de seguridad.

Los trenes de la línea L9 circulan sin conductor gracias a un sistema de control automático. Estos trenes tienen una longitud de casi 90 metros y 5 coches continuos, donde hay espacio para 960 personas en cada uno.
Los trenes no disponen de conductores ya que disponen del modo de conducción MTO (Manless train operation), sistema que permite la operación sin personal a bordo. Únicamente disponen de un Técnico de Operación de Líneas Automáticas (TOLA).

### Accesibilidad y seguridad
Todas las estaciones están adaptadas para personas con movilidad reducida. Además cuentan con ascensores de alta capacidad y se desplazan rápidamente uniendo los vestíbulos de las estaciones con los andenes. Estos ascensores están coordinados con la llegada de los trenes.
- Hay escaleras de emergencia con salidas independientes. Normalmente, como mínimo hay 3 ascensores por estación.
- Todos los andenes están protegidos con puertas de cristal. Cuando los trenes entren en la estación, se abren las puertas del mismo y de los andenes de manera coordinada.

### Servicio comercial
Ifercat es la propietaria de la infraestructura y el servicio comercial es Transportes Metropolitanos de Barcelona (TMB), con dos servicios comerciales:

#### L9 Norte
Actualmente la L9 Norte circula entre Can Zam y La Sagrera. Cuando la obra esté completa hará el recorrido entre Can Zam y Aeropuerto T1.

Esquema de la L9 Norte

#### L9 Sur
Circula entre las estaciones de Zona Universitaria y Aeropuerto T1. Compartirá tramo con el L2 desde Aeropuerto T1 hasta el Parque Logístico, y con la L10 en el tronco común desde Gornal hasta Bon Pastor.

Esquema de la L9 Sur

## Historia

### Antecedentes

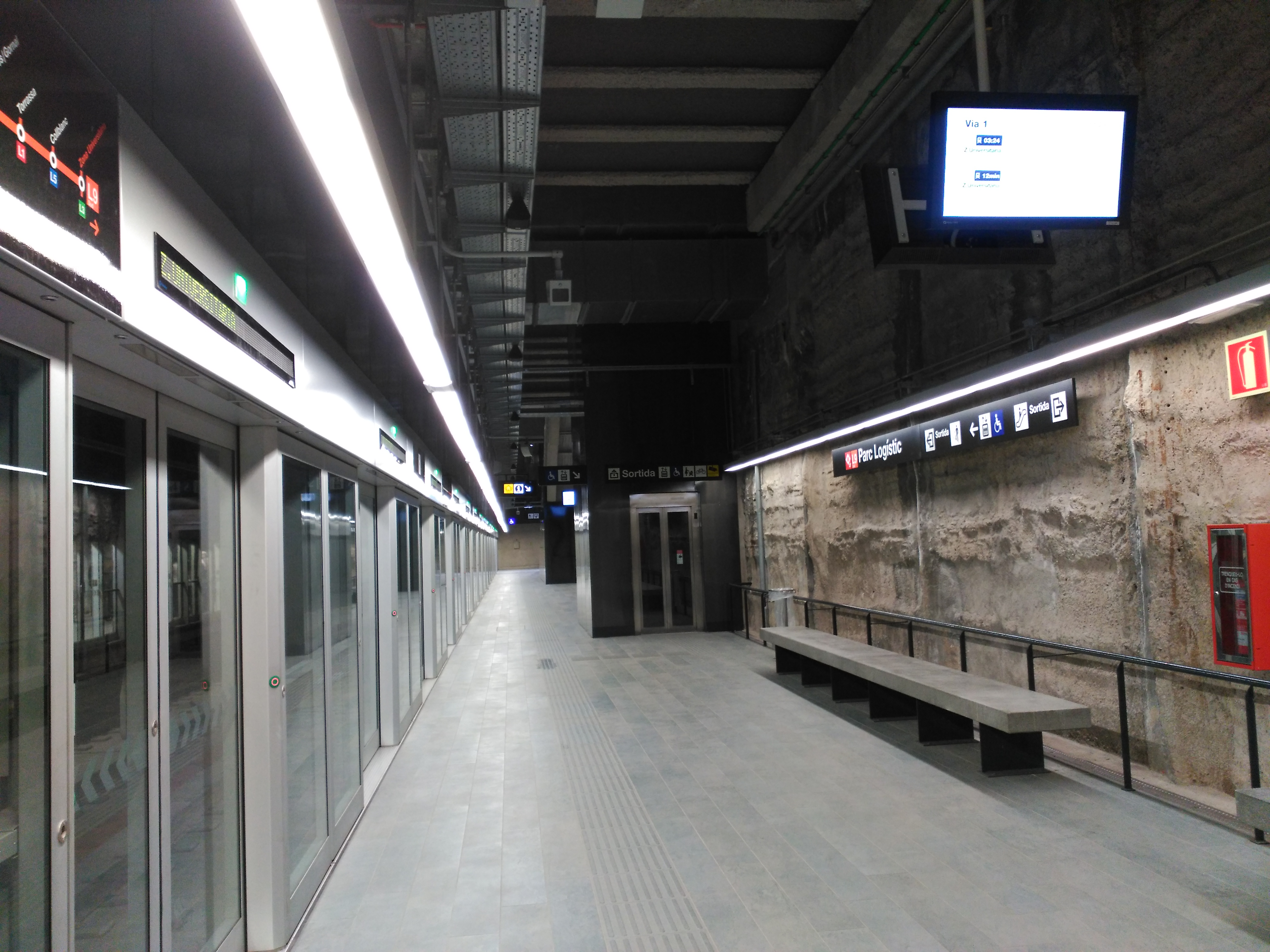
Andenes de la Estación de Parc Logístic.

El proyecto de la línea 9 no apareció hasta finales de la década de 1990. En 1999 la Generalidad decidía construir esta línea, que enlazaría los municipios de Badalona, Santa Coloma de Gramanet, Barcelona, Hospitalet de Llobregat y el Prat de Llobregat a lo largo de un túnel de 42 km y 46 estaciones, túnel que sería el más largo de Barcelona y cruzaría la ciudad transversalmente, casi en paralelo a la ronda del Mig.
Anteriormente ya se había proyectado una línea para unir Santa Coloma de Gramanet y la Zona Franca de Barcelona sin ramales y sin llegar al aeropuerto. El proyecto llamado línea VI estaba incluido en el Plan de Metros de 1971 que posteriormente al Plan de Metros de 1974 variaría el trazado en el Barcelonés norte para hacerla llegar a Montigalà (Badalona) en vez de Santa Coloma.
En planes posteriores se abandonan los proyectos de ampliar la red hacia la Zona Franca, en 1997 se crea la Autoridad del Transporte Metropolitano (ATM), aglutinando diferentes administraciones responsables y se inicia el planeamiento de forma más global integrando las líneas de Renfe, FGC, TMB (FMB y Bus). En 1997 aparecía por primera vez el proyecto de la línea 9, coincidiendo con la creación de la ATM, el Plan Director de Infraestructuras elaborado por la ATM fue aprobado en 2002, siendo esta línea la inversión más importante del PDI.

### Inicio de las obras y previsiones iniciales

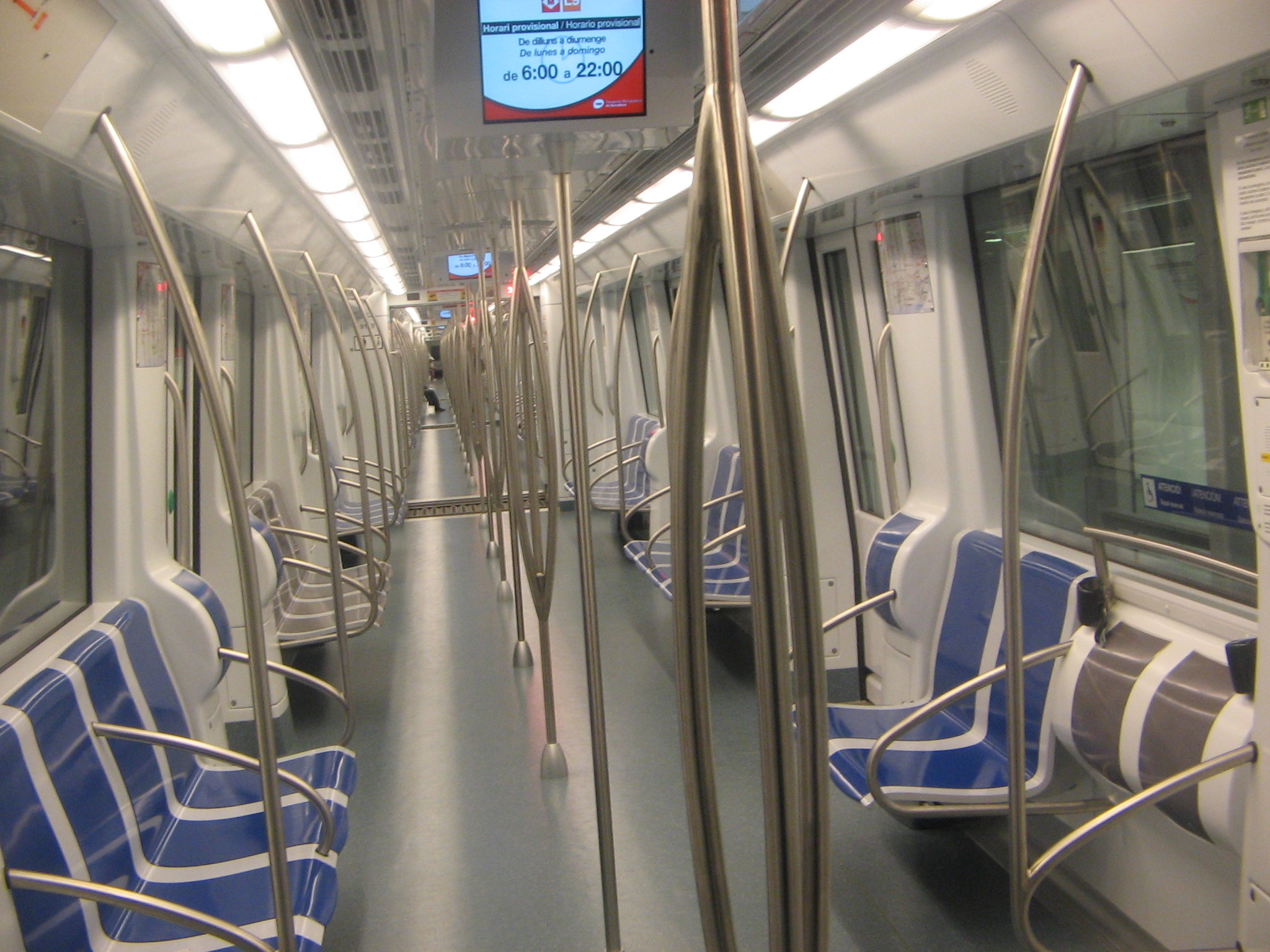
Interior de un tren de la L9, serie 9000.

Las obras comenzaron en septiembre de 2003 en Badalona con un coste inicial previsto de 1947 millones de euros. Se preveía que el tramo IV, entre Can Zam, Gorg y Sagrera, entraría en funcionamiento en 2004 y el resto de la línea en 2007. En 2004 el presupuesto ya ascendía a 3000 millones y la entrada de funcionamiento del tramo IV pasaba al 2006.
En el año 2004 se habían iniciado las obras en la mayoría de estaciones de los ramales de Santa Coloma y Badalona y en las estaciones de Bon Pastor y Once de Septiembre, mientras que en el resto se iniciaban trabajos previos. Se adjudicó en marzo el tramo del aeropuerto y las obras en la estación de Sagrera. Mientras los ramales del aeropuerto y la Zona Franca no estaban del todo concretados, a la espera de saber si los trenes de alta velocidad harían parada en el aeropuerto de El Prat.

### Contratiempos en el avance de las obras

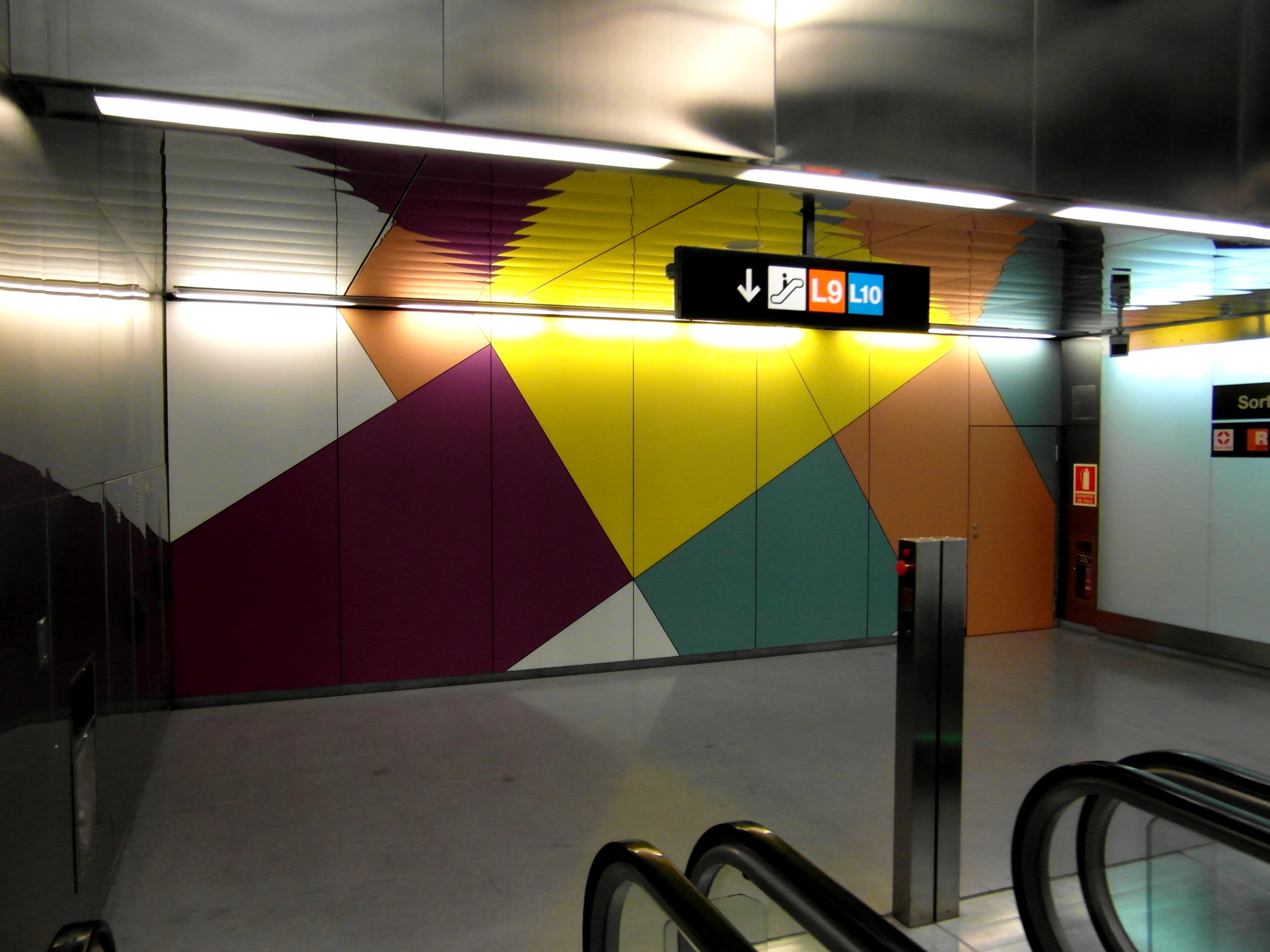
Detalle de los diseños en el vestíbulo de la estación de la Sagrera

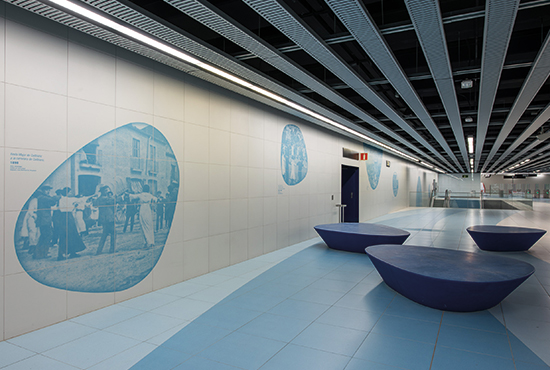
Vestíbulo de la estación de Fira.

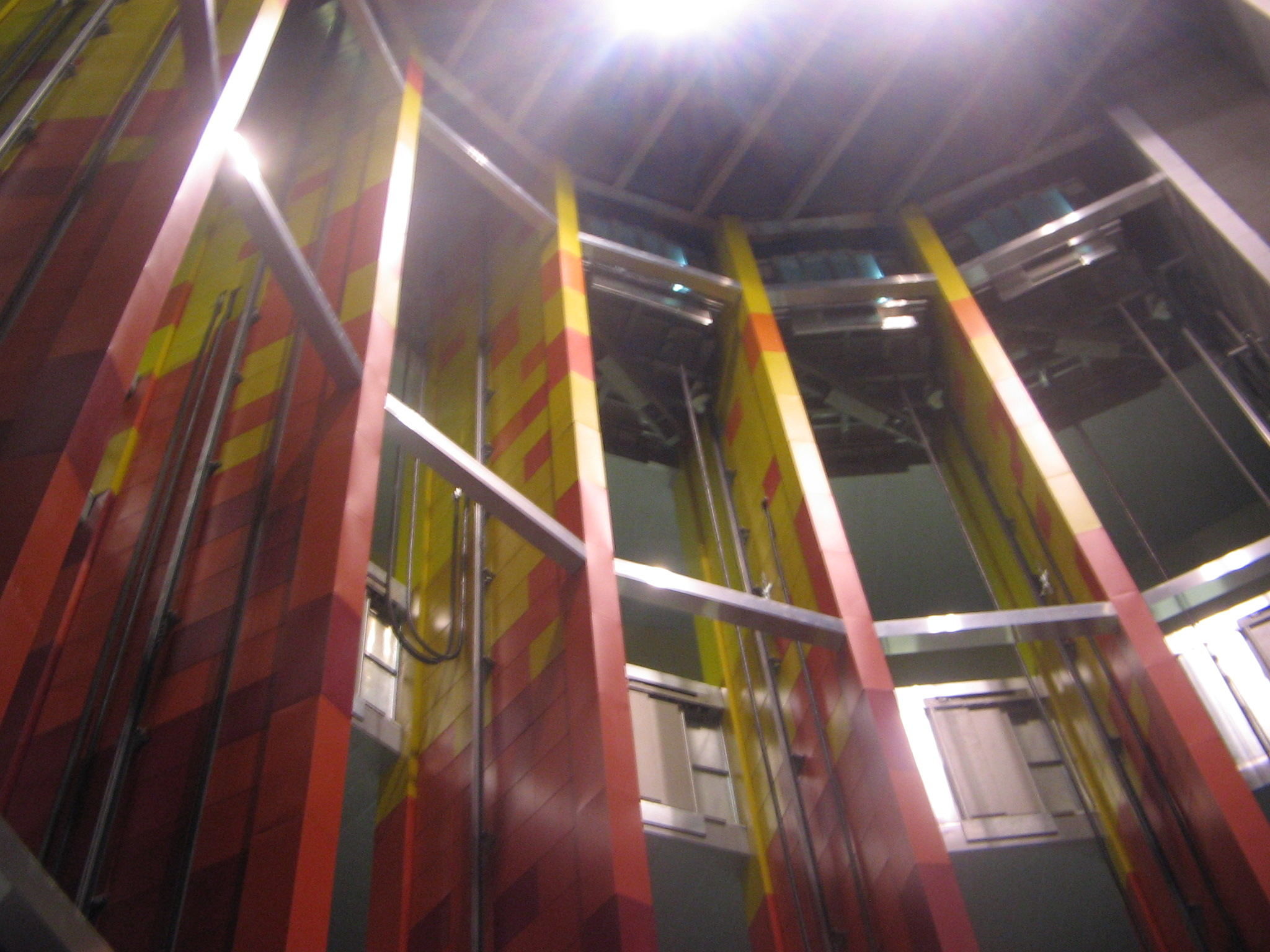
Ascensores de acceso a los andenes desde el vestíbulo.

Una de las primeras dificultades que aparecieron durante la construcción fue la adquisición de los ferrocarriles, que hacía retrasar un año la previsión inicial de puesta en funcionamiento del tramo Badalona-Sagrera.
El 2005 se iniciaba con una de las dos tuneladoras averiada en Bon Pastor. La avería se había producido por la colisión con un terreno más granítico y duro de lo esperado y que dañó los mecanismos de corte. Según el Departamento de Política Territorial y Obras Públicas a finales del mes de marzo se podrían retomar las excavaciones en la Sagrera. La tuneladora de Can Zam avanzaba a mejor ritmo aunque también se topó con un arroyo subterráneo imprevisto en Santa Coloma. A mediados de abril la tuneladora que había estado en Bon Pastor retomaba los trabajos pero una avería en el transformador eléctrico provocó que estuviera parada dos semanas más. Durante los siete meses de parada, las constructoras aprovechaban para avanzar la colocación de la losa que dividía horizontalmente el túnel y sobre la que se colocaría una de las vías.
El retraso acumulado hacía imposible que la línea entre Sagrera, Gorg y Can Zam se abriera en 2006, tal como decían las últimas previsiones. El Consejero de Política Territorial y Obras Públicas advertía que la revisión de todos los túneles en construcción del metro de Barcelona después del hundimiento en El Carmelo conllevaría «un retraso aún no computable» a todo el conjunto de la línea 9. La Cámara de Comercio de Barcelona estimaba que el primer tramo se estrenaría a finales de 2007 y el resto entre el 2012 y 2013.
En julio comenzaron las obras en la Zona Franca y en agosto a la altura del Hospital de la Santa Cruz y San Pablo. En septiembre la tuneladora de Santa Coloma llegaba al pozo de bifurcación del Besós desde donde sería desmontada y extraída. En San Andrés el mes de noviembre hubo un nuevo susto y las obras se detuvieron por el peligro de toparse con los cimientos de unas viviendas del barrio y que obligaron a iniciar estudios para determinar la mejor solución. A finales de mes todavía estaba la tuneladora parada. A la vez que se hacían las perforaciones se comenzaban las obras en las estaciones. A finales de 2005 había una quincena de estaciones en obras.
Aunque el método constructivo de tuneladora es el más seguro para excavar túneles en zona urbana, no está exento de molestias y sustos, y después del hundimiento de El Carmelo durante la construcción de la prolongación de la línea 5 del metro de Barcelona hacia el Valle de Hebrón, puso en alerta tanto a vecinos como técnicos.
A raíz del accidente del Carmel el gobierno catalán autorizó la modificación de diversas actuaciones de construcción de la línea 9 «por motivos técnicos, de viabilidad y seguridad». Las principales modificaciones fueron construir una nueva estación en la calle Motors en la Zona Franca, habilitar una conexión directa con la futura prolongación de la línea 2 en la Feria y construir un único túnel en el tramo entre las estaciones de Once de Septiembre y la Sagrera. Estos cambios suponían una subida de 400 millones de euros al coste de la obra (3.467 M de euros en total). GISA puso en marcha 185 nuevos sondeos geológicos para mejorar el conocimiento del trazado.
En abril de 2005 un total de 254 de denuncias habían llegado al DPTOP por parte de vecinos de Santa Coloma, Badalona y Barcelona por las afectaciones de las obras. Un portavoz del DPTOP aseguraba que todas las denuncias se habían analizado y sólo 18 se reconocieron como relacionadas con las obras. A finales de 2005 el consejo municipal del distrito de Sarrià - Sant Gervasi se comprometió a constituir una comisión de seguimiento de las obras en el distrito por la tranquilidad de los vecinos.

### Concreción de la conexión con el aeropuerto
A mediados de 2005 estaba en estudio si se introducía una variante al Prat de Llobregat para conectar con la futura estación urbana de la línea de alta velocidad. En noviembre el consejero afirmaba que la LAV tendría una estación en el Prat con una conexión con la nueva terminal que también permitiría la entrada de regionales y de cercanías, lo que implicaba cambios en el trazado de la L9. Así se evitó pasar por una zona densamente poblada sobre terreno poco estable y la posibilidad de dotar de un mejor servicio en el aeropuerto, con enlaces con el tren convencional y de alta velocidad. Las previsiones de puesta en funcionamiento se trasladaron para el 2008 el tramo IV y en 2012 el resto.

### Conexión con la línea 2

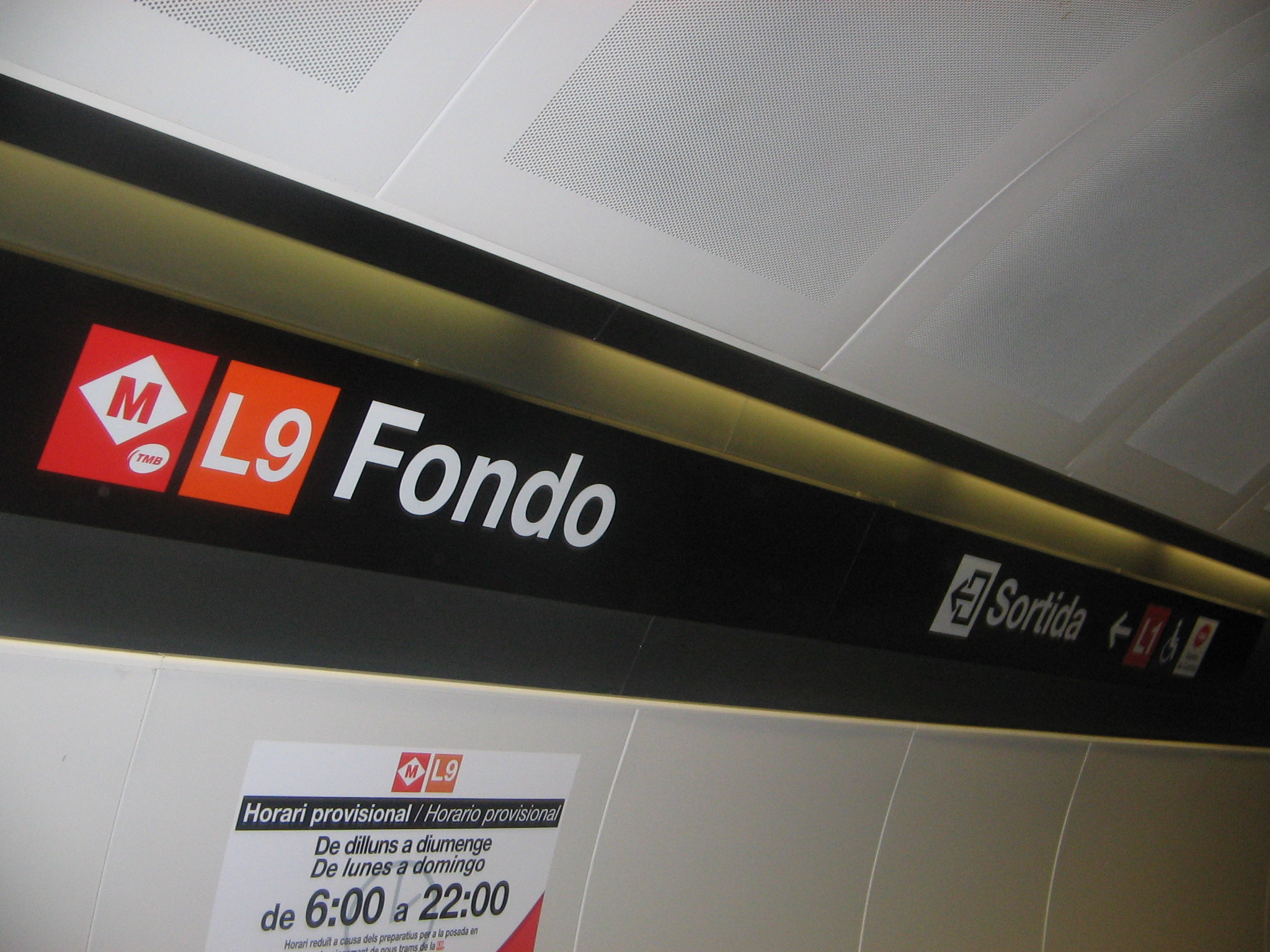
Estación de Fondo, donde la línea 9 tiene correspondencia con la línea 1.

A inicios de 2005 el gobierno catalán hacía público el estudio informativo de la prolongación de la línea 2 desde Sant Antoni a Fira, un proyecto que posibilitaría el intercambio con los dos ramales de la línea 9 y conectaría con puntos de referencia como fuentes de Montjuic, el MNAC, INEFC y con la Feria de Barcelona.
En septiembre la Generalidad aprobaba la conexión del tramo finales de la L9 con la prolongación de la L2, haciendo llegar la línea 2 desde la estación de Feria 2 - Pedrosa hasta el aeropuerto a través del túnel de la línea 9.

### Obras al aeropuerto y en la Sagrera

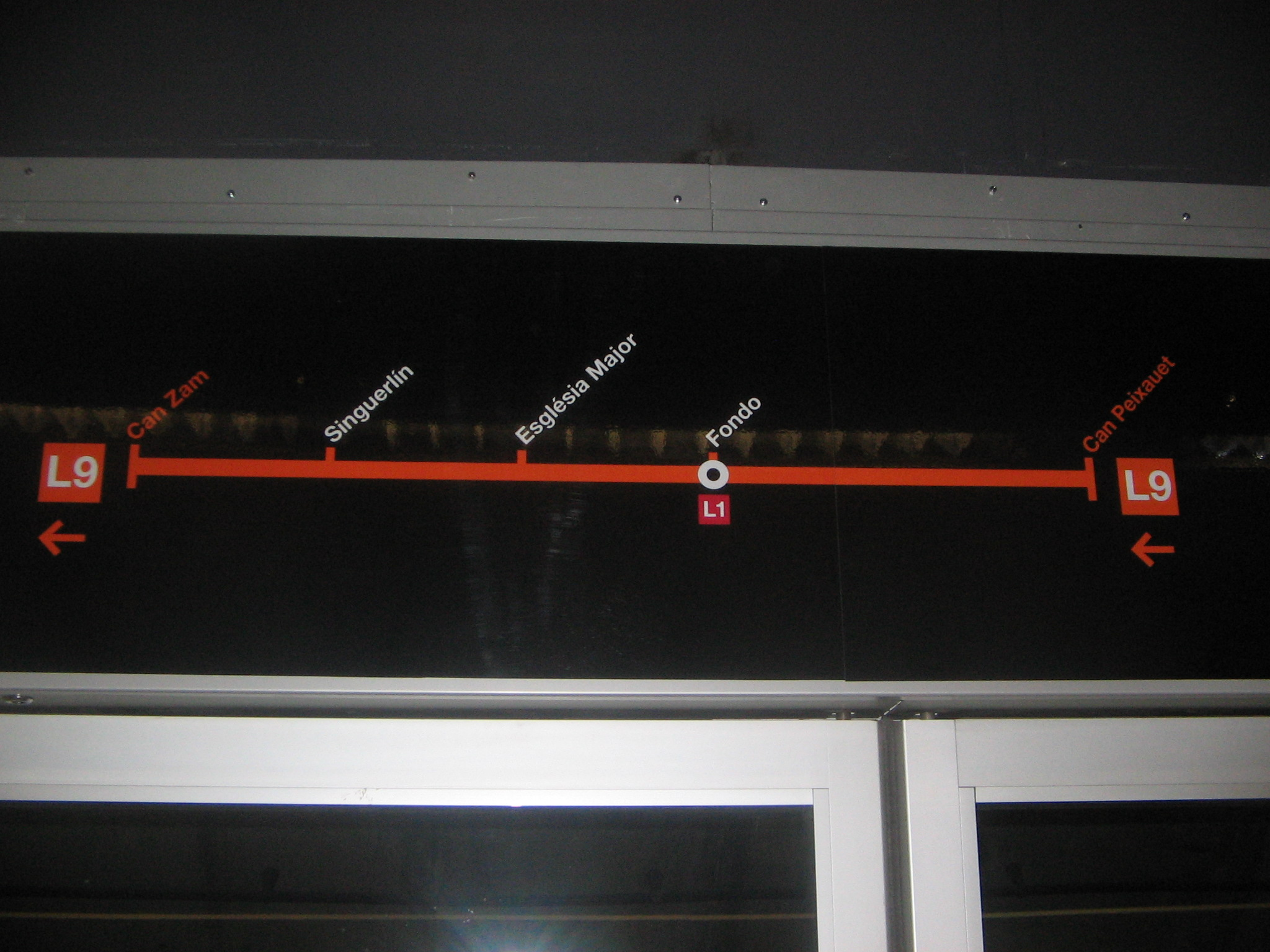
Termómetro del primer tramo inaugurado de la línea 9.

A principios de 2006 se realizaron cortes de tráfico durante seis meses en el polígono Mas Pedrosa para reforzar el terreno antes de que la tuneladora excavara el túnel entre Feria y el Prat. Se inyectó cemento y agua a presión para conseguir un terreno más sólido para asegurar la cohesión y la impermeabilidad de la zona próxima a la perforación. A mediados de año la tercera tuneladora de la línea comenzaba la excavación del túnel entre Feria 2 y Parque logístico, este tramo era uno de los más delicados, ya que es un terreno de arenas, gravas, y limos con mucha agua. Este tramo es de túnel convencional de 9,5 metros de diámetro con dos vías paralelas y para no contaminar el acuífero del Delta del Llobregat no se haría a más de 15 metros de profundidad. El tramo Can Tries | Gornal - Fira se haría la galería mediante pantallas./ GISA sacó a concurso treinta y un estudios geológicos del tramo central para conocer más información y hasta que estos no estuvieran acabados no empezarían las obras en este tramo.
A mediados de 2006 estaban en construcción veintidós de las estaciones de las cincuenta y una previstas en aquella época. Las obras de la estación de Sagrera habían comenzado en 2004 y estaba previsto finalizarla para el año 2008, fecha en que se tenía que poner en funcionamiento el tramo IV de la L9. A comienzo de año se construyeron los nuevos andenes y pasillos que debían comunicar la L1 con la L5 y la L9.

### Concreción del tramo del Prat

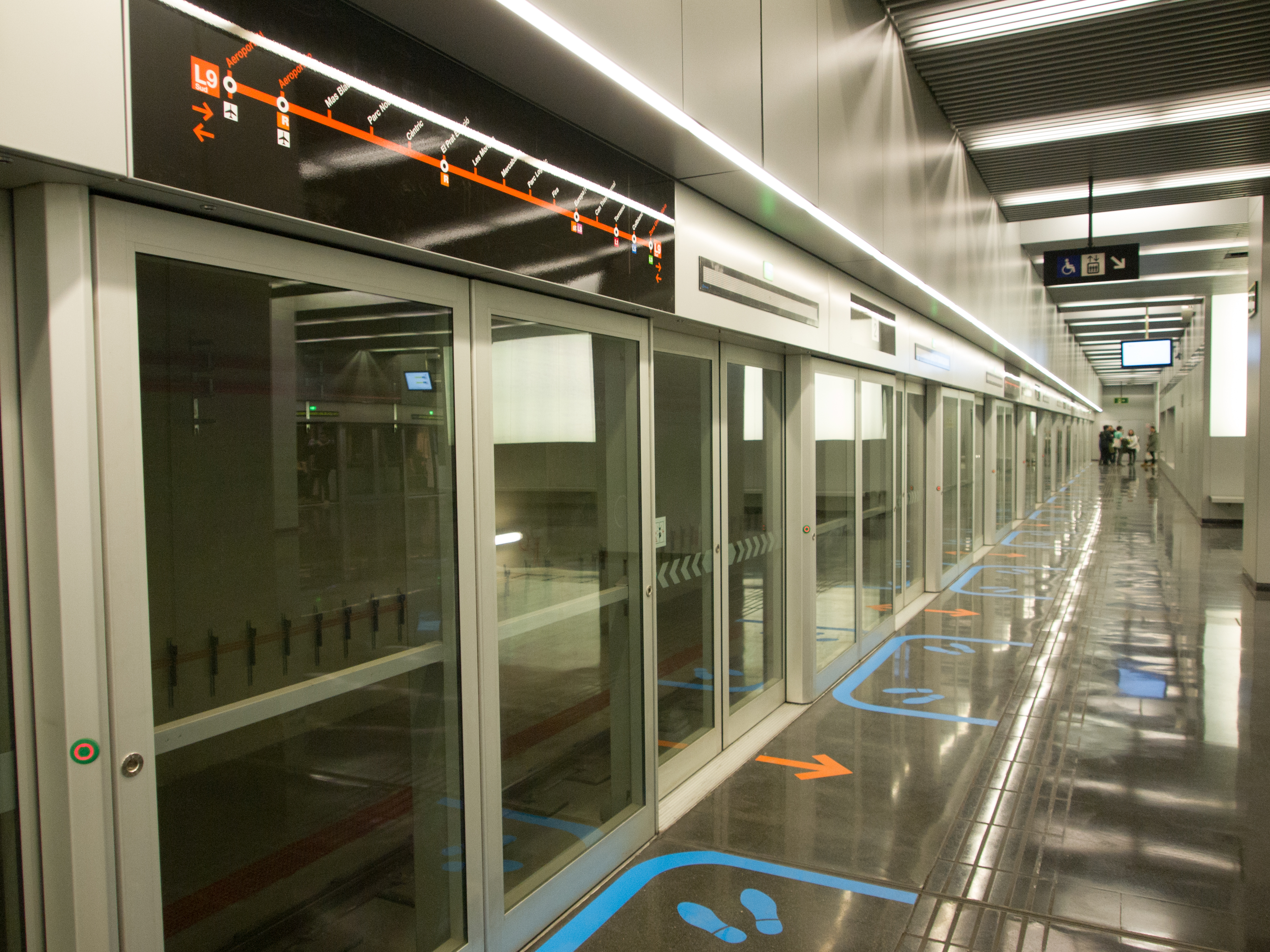
Andenes de la Línea 9 en la T1 del Aeropuerto de Barcelona.

A finales de 2006 se había concretado el trazado de la línea a su paso por el Prat de Llobregat, salía a información pública el tramo que pasaba por el aeropuerto de Barcelona y mientras tanto había tres tuneladoras trabajando en los ramales del aeropuerto, de Santa Coloma y Sant Andreu. En el año 2007 la previsión era de construir 51 estaciones a lo largo de 46,6 km.
A inicios de 2007 sólo había una de las tuneladoras funcionando, concretamente en un pequeño ramal de enlace entre la L9/L10 y la línea 4 por la Vía Trajana. La de Sant Andreu se paraba en verano a la espera de la resolución de los informes sobre la consolidación del subsuelo bajo tres edificios de la calle Josep Soldevila. En el tramo de El Prat de Llobregat se inició el montaje de la tercera tuneladora y tras el verano empezaba la perforación, en este tramo estaba previsto un total de seis estaciones, dos ya en construcción, y el trazado se había variado para evitar pasar por el centro.
En septiembre, el gobierno catalán anunciaba que los tramos desde Santa Coloma de Gramenet y Badalona a la estación de la Sagrera entrarían en funcionamiento en 2010. El Tramo IV ya estaba totalmente perforado y se colocaba la losa intermedia que separa el túnel en dos niveles. Se previeron la compra de dos tuneladoras más, una de 9,4 metros de diámetro para sumarse al tramo del aeropuerto, concretamente en el tramo Mas Blau - Terminal entre pistes, y otra de 12 metros de diámetro para el tramo desde el pozo de bifurcación hasta Zona Universitària. El tramo en cielo abierto en la Zona Franca se estaba ejecutando en viaducto a lo largo de la calle A, y luego un tramo soterrado hasta Gornal.
El tramo entre Lesseps y Zona Universitaria a mediados de año 2007 aún no estaba definido y el gobierno seguía haciendo prospecciones geológicas en este tramo para determinar si había un trazado técnico más fiable y seguro que el vigente. El tramo entre La Sagrera y Lesseps ya estaba asegurado. En septiembre las prospecciones ya estaban casi terminadas y el estudio definitivo estaría listo a finales de año. Las previsiones entonces eran de abrir toda la línea para el 2012, tras las aperturas del 2010.

### Entrada de capital privado

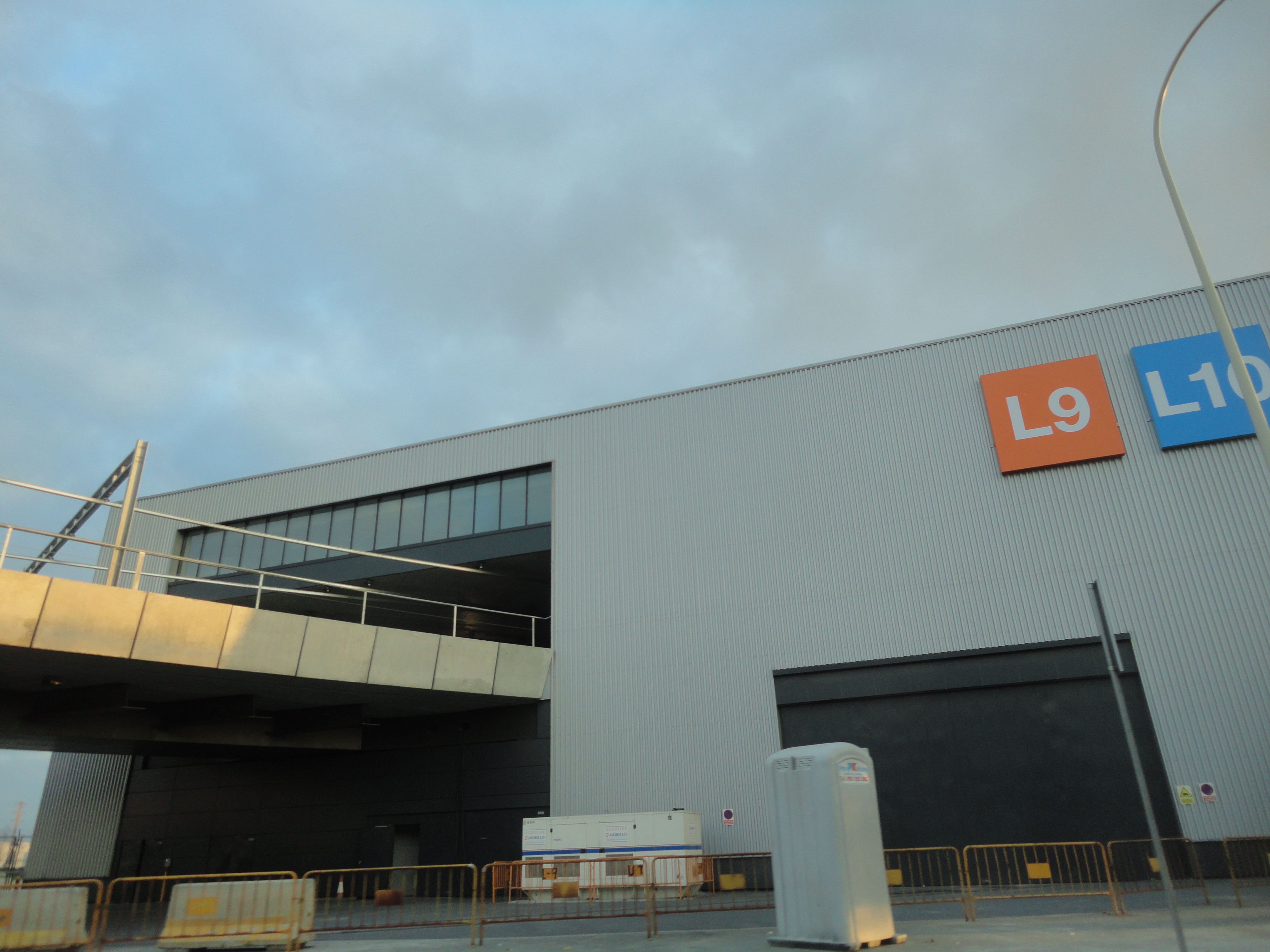
Cocheras de la L9 y L10 en la Zona Franca.

Para financiar el elevado coste de la obra, que se había disparado de los 1947 a los 6500 millones de euros, el gobierno catalán anunció que para hacer frente al coste y ganar liquidez se pediría a constructoras privadas que financiarían parte de las obras adjudicándoles la construcción, el mantenimiento y la explotación de las estaciones de dos tramos, con un importe de 1620 millones de euros. A cambio de esta financiación, la Generalidad pagaría un canon anual a las concesionarias, mientras que la propiedad sería de la Generalidad y el operador sería Transportes Metropolitanos de Barcelona.

### Inauguración parcial: tramo norte

Evolución de la L9 nord y L10 nord

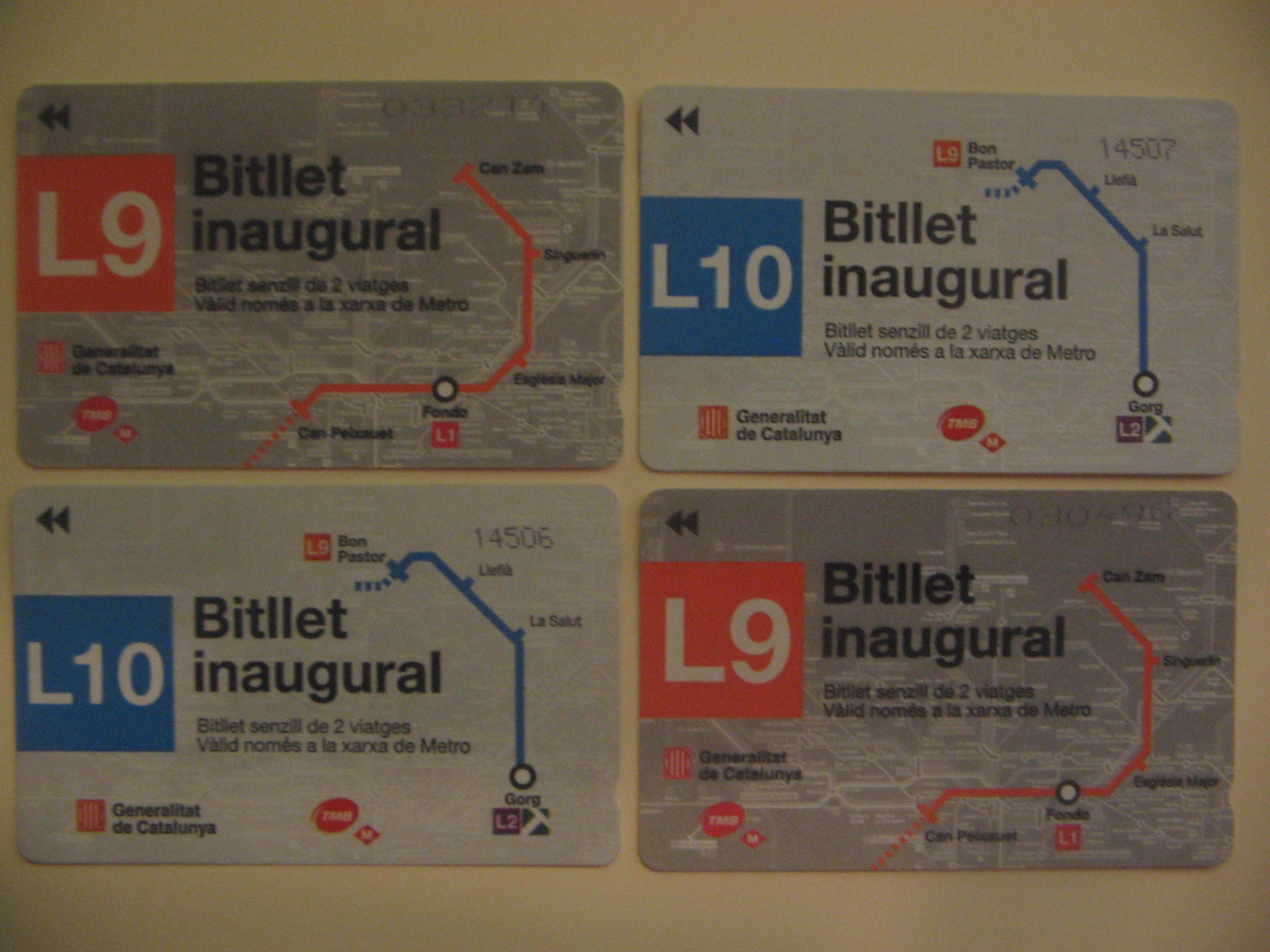
Billete gratuito repartido a los usuarios el día de la inauguración de la L9 y el de la L10.

La puesta en servicio de la línea se hace en fases. El 13 de diciembre de 2009 el primer tramo que se inauguró, íntegramente en el municipio de Santa Coloma de Gramenet, es el del ramal de la línea 9 entre Can Zam y Can Peixauet, exceptuando la estación de Santa Rosa que no estará finalizada hasta el 19 de septiembre de 2011. La inauguración se produjo el 13 de diciembre de 2009 mediante una fiesta popular en la que asistieron el presidente de la Generalidad de Cataluña, José Montilla, y los alcaldes de Barcelona y Santa Coloma de Gramanet.
El 18 de abril de 2010 se realizó la segunda inauguración. En este caso del ramal de la L10 desde la estación de Gorg a Bon Pastor, prolongando también la L9 desde Can Peixauet a Bon Pastor donde enlazan los dos servicios, L9 y L10. El mismo 2010 se amplió con dos estaciones entre Bon Pastor y la Sagrera. El 19 de septiembre de 2011 se inaugura la estación de Santa Rosa, entre Can Peixauet y Fondo. Las obras de esta estación no siguieron el mismo curso que el resto de las de Santa Coloma porque estuvo preciso realojar a las familias afectadas por la liberación de suelo y la creación del pozo que comunica el vestíbulo de acceso con los andenes.

### Recortes y priorización de tramos
En el año 2011, coincidiendo con el cambio de gobierno en la Generalidad de Cataluña y los recortes generalizados al presupuesto del gobierno catalán, el nuevo consejero de Territorio y Sostenibilidad Lluís Recoder anunció que el departamento se planteaba no construir algunas estaciones momentáneamente para recortar el presupuesto y no paralizar totalmente las obras. En marzo se anunció que las estaciones escogidas para ralentizar su construcción eran Muntanya, Manuel Girona, Motors, Eixample Nord y Ciutat Aeroportuària. En el caso de Motors y Eixample Nord para que los barrios donde se ubicarán aún no están construidos.
En junio de 2011, el departamento de Territorio y Sostenibilidad, anunciaba que los ramales del aeropuerto y la Zona Franca no entrarían en servicio hasta 2014, anteriormente previstos para el 2012 (inicialmente para el 2007). En los presupuestos de 2012 de la Generalidad de Cataluña se reservaron 54 millones de euros para terminar los ramales del aeropuerto y la Zona Franca entre aeropuerto y Collblanc, tramo prioritario por el gobierno según el director general del departamento.
La tuneladora del ramal de la Zona Franca retomó los trabajos en julio de 2011 para poder entrar en servicio en 2014, en ese momento estaban construidos 43 de los 50 km previstos (85% del total) y estaban finalizados tres ramales (dos de ellos abiertos) quedando pendiente el ramal de la Zona Franca, cuyo viaducto está finalizado, y el tramo central.
A principios de enero de 2012 la Generalidad puntualizó que retrasaba la puesta en marcha del ramal de la Zona Franca (L10) sin afectar al ramal del Aeropuerto, aunque este segundo necesita que el primero esté finalizado parcialmente para poder acceder a las cocheras de la Zona Franca. En noviembre de 2012 se puso en marcha la tuneladora en la Zona Franca que llevaba desde finales de 2011 parada. La perforación de este tramo de 800 metros hasta la bifurcación con el ramal del Aeropuerto era imprescindible para que el metro llegue al aeropuerto en 2014, mientras se utiliza el ramal de la Zona Franca como túnel de servicio para llegar en las cocheras y suministrar electricidad a la línea.

### Inauguración del tramo L9 Sur

Evolución de la L9 sud y L10 sud

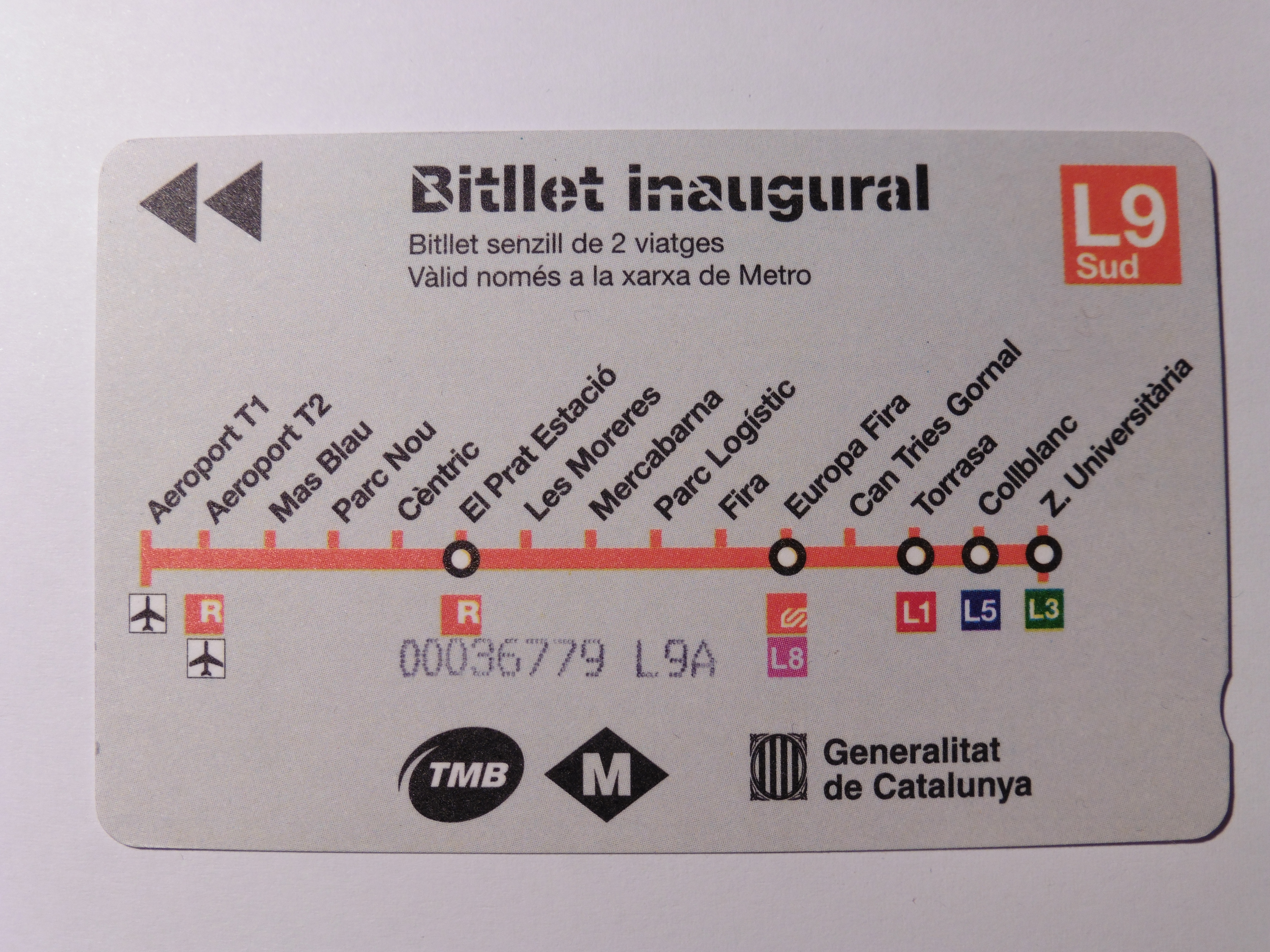
Billete inaugural del tramo L9 Sur, repartido a los pasajeros el 12 de febrero de 2016.

En noviembre de 2014 se puso en circulación el primer tren en pruebas por el tramo de la línea 9 entre Zona Universitaria y el Aeropuerto de Barcelona. Este tramo de 20 kilómetros y 15 estaciones se puso en funcionamiento comercial en 2016. Como consecuencia de esta apertura, el tramo que se había abierto con anterioridad pasó a llamarse «Línea 9 Norte», mientras que este nuevo tramo se bautizó como «Línea 9 Sur». Esta denominación temporal tenía como objetivo diferenciar ambos tramos hasta que quedasen unidos definitivamente.
En junio de 2015 el Ayuntamiento de Barcelona se comprometió con el Mobile World Congress a tener en funcionamiento este ramal en el año 2016, junto con la conexión con la L2. Finalmente, el tramo entre Zona Universitaria y el Aeropuerto de Barcelona, se puso en inauguró el 12 de febrero de 2016, en un viaje inaugural al que asistieron altos cargos del gobierno de la Generalidad así como del Ayuntamiento de Barcelona. Durante ese fin de semana se convocó una jornada de puertas abiertas a los usuarios, que pudieron probar gratuitamente la nueva línea. La fecha oficial de puesta en servicio fue el 16 de febrero de 2016.
En 2022 se reanudaron las obras del tramo central, cuya finalización está prevista para 2029.